# دراسة في اللون القرمزي
دراسة في اللون القرمزي (بالإنجليزية: A Study in Scarlet)‏ رواية بوليسية من تأليف الكاتب الاسكتلندي السير آرثر كونان دويل، وهي أول رواية لشخصيته الجديدة شرلوك هولمز ومعه جون واطسون، الذي أعطى شهرة عظيمة لكونان دويل، قام بكتابتها سنة 1886 وتم نشرها بعد ذلك بسنة. اسم الرواية يأتي من محادثة بين شرلوك وصديقه مؤرخ رواياته جون، والتي يشرح فيها تحقيق الجريمة على أنها «دراسته في اللون القرمزي»: «هناك الخيط القرمزي للجريمة يجري خلال نسيج الحياة عديم اللون وواجبنا أن نفك خيوطه وفصله وكشف كل بوصة منه.» («دراسة» هي رسم تمهيدي منتهي لإعداده لتحفة نهائية)
لاقت القصّة وشخصياتها الرئيسة القليل من اهتمام الجمهور عندما نُشِرت أوّل مرّة. من المعروف أن 11 نسخةً كاملة فقط من المجلّة التي نُشِرت فيها القصّة للمرّة الأولى -وهي مجلّة «عيد الميلاد السنوي لبيتون» لعام 1887- ما تزال موجودة إلى الآن وتحظى بتقديرٍ بالغ. على الرغم من أن كونان دويل كتب 56 قصة قصيرة تظهر فيها شخصية شيرلوك هولمز، فإن رواية «دراسة في اللون القرمزي» هي واحدة من أربع روايات كاملة في نُسخِها الأصلية. وأعقب رواية «علامة الأربعة»، التي نشرها في عام 1890. كانت «دراسة في اللون القرمزي» أوّل عمل من أعمال قصص التحرّي الخيالي الذي يُدرج العدسة المكبّرة كأداة تحقيق.

## النشر
كتب كونان دويل الرواية عن عمرٍ يناهز 27 عامًا في أقلّ من ثلاثة أسابيع. عندما كان يعمل طبيبًا مُمارسًا عام في منتجع ساوث سي الواقع على ميناء بورتسموث، نشر قصصًا قصيرة في العديد من المجلات اليومية، مثل مجلّة «مجتمع لندن» الدوريّة. كانت القصة في الأصل تحمل عنوان «خيط متشابك»، ونشرتها في النهاية دار نشر تسمى «وارد لوك آند كو» في مجلة «عيد الميلاد السنوي لبيتون» عام 1887، بعد رفض نشرها عدة مرات. تلقّى المؤلف 25 جنيهًا إسترلينيًا مقابل الحقوق الكاملة (بالرغم من أن كونان دويل كان قد ضغط من أجل الحصول على عائدات حقوق مُلكية فكرية بدلًا من ذلك). وقد رسم رسوماتها التوضيحية الرسام ديفيد هنري فريستون. نشرت دار نشر «وارد لوك آند كو» الرواية لأول مرة كتابًا في يوليو 1888، وظهرت رسومات رسمها والد المؤلّف، تشارلز دويل. نُشرت الطبعة الثانية في العام التالي ورسم رسوماتها جورج هتشينسون. بعد عام في عام 1890، أصدرت دار «جيه. بي. ليبينكوت آند كو» أول نسخة أمريكية. ظهرت العديد من الطبعات الأخرى والترجمات والأعمال الدرامية منذ ذلك الحين.

## المحتوى
تقسم الرواية إلى جزئين:

### الجزء الأول: ذكريات واطسون
(The Reminiscences of Watson) عثر على إحدى الجثث في غرفة ملطخة الدماء - ولكن دون وجود أي جرح واضح، كما عثر على اسم قد كتب بالدماء على جدار الغرفة، وخاتم زواج لسيدة... سوف يبدأ شارلوك هولمز تتبع هذه القصة المثيرة من إحدى البنايات الحقيرة في لندن وحتى السهول الشاسعة في الغرب الأمريكي، والتي ستمنحه قضية اختبارية في «علم الإستنتاج» - ولكن الاكتشاف الأعظم بالنسبة لصديقه الدكتور واطسون هو شارلوك هولمز نفسه.

### الجزء الثاني: أرض القدّيسين
(The Country of the Saints) تروي مقتل جون فيرييه قبل عشرين سنة على يد بعض المورمون المتعصبين الذين كانوا مكلفين بفرض احترام قانون النبي، واحتجازهم لإبنته في حرم ابن العجوز الحاكم. ما العلاقة بين هذين الحدثين الغربيين والمأساوين في الوقت نفسه؟ وكيف يفك شارلوك هولمز شيفرة هذه الجريمة الغريبة؟

## الحبكة
إنها الرواية التي تشهد ظهور المحقق الإسطوري شيرلوك هولمز. لندن في العام 1886، تجد الشرطة جثة لقتيل أمريكي في أحد البيوت المهجورة، وأمام عجز محققي سكوتلانديارد عن حل لغز الجريمة، يستعينون بالمحقق الخاص شيرلوك هولمز، الذي يكتشف لغز الجريمة الغامضة، ليكتشف إنها ليست جريمة قتل عادية وانها ليست كما تبدو على الإطلاق.

## أقتباسات
” إن طلب منك إثبات أن اثنين زائد اثنين يساوي أربعة، هل ستفعل ذلك بسهولة؟ رغم أن ذلك حقيقة أنت متأكد منها. “
“ليس عندي معطيات دقيقة، أجابني، إنه لخطأ فادح أن تبني افتراضات قبل أن تجمع كل المعلومات اللازمة لذلك. فهذا ما يجعلك تخطئ التقدير”

## الفصول[5]

### الجزء الأول: نسخة من مذكرات جون واطسون الطبيب السابق في الجيش البريطاني
هذا الجزء يتكون من سبعة فصول وهي:
1. السيد شيرلوك هولمز Mr. Sherlock Holmes
2. علم الاستنتاج The Science of Deduction
3. لغز شارع لورِسْتون The Lauriston Garden Mystery
4. أقوال جون رانس What John Rance Had to Tell
5. زائر يستجيب للإعلان Our Advertisement Brings a Visitor
6. غريغسون يستعرض قدراته Tobias Gregson Shows What He Can Do
7. ضوء وسط العتمة Light in the Darkness

### الجزء الثاني: أرض القدّيسين
هذا الجزء يتكون من سبعة فصول أيضًا وهي:
1. في القِفار الواسعة On the Great Alkali Plain
2. زهرة يوتاه The Flower of Utah
3. حديث مع الزعيم John Ferrier Talks with the Prophet
4. الهروب من أجل الحياة A Flight for Life
5. الملائكة المنتقمون The Avenging Angels
6. تكملة ذكريات الدكتور جون واطسون A Continuation of the Reminiscences of John Watson, M.D.
7. الختام The Conclusion

## السياق التاريخي
تدور أحداث رواية "دراسة باللون القرمزي" في أواخر القرن التاسع عشر، في فترة شهدت ذروة الإمبراطورية البريطانية وتوسعها في العالم، إلى جانب توجه الأمريكيين نحو الغرب بسبب حمى الذهب في كاليفورنيا وأيديولوجية "القدر المتجلي". في بداية الرواية، نرى جون واتسون وقد عاد لتوه إلى إنجلترا بعد مشاركته في الحرب الإنجليزية الأفغانية الثانية، التي اندلعت عام 1878 عندما غزت بريطانيا أفغانستان لمنع توسع روسيا نحو الهند. في الجزء الثاني من الرواية، يأخذنا السير آرثر كونان دويل إلى الغرب الأمريكي في حقبة سابقة، حيث نتابع قصة لوسي وجون فيرير، وهما من الرواد الأمريكيين الذين يكافحون للبقاء على قيد الحياة في صحراء قاحلة بعد أن مات معظم أفراد مجموعتهم بسبب الجفاف. يُنقذهم المورمون، أو "قديسو الأيام الأخيرة"، بقيادة بريغهام يونغ، الذي يظهر كشخصية في الرواية ويقود أتباعه إلى ولاية يوتا في أربعينيات القرن التاسع عشر. تعرض الرواية صورة سلبية للمورمون، منتقدة ممارسات تعدد الزوجات وأفعال جماعة "دانيت" السرية، التي يصورها دويل بشكل مثير وجدل.
قبل شيرلوك هولمز، ظهرت شخصيات بارزة في أدب الجريمة مثل "سي أوغست دوبين" لإدغار آلان بو، و"مونسيو ليكوك" لإميل غابوريو، وقد كان لهما تأثير كبير على إنشاء شخصية هولمز، رغم أن هولمز يسخر من المحققين الفرنسيين في "دراسة باللون القرمزي". يتميز أسلوب سرد واتسون بشيء من التحليل الطبي، مما يعكس الطابع العلمي لعصره. كما يظهر في الجزء الثاني من الرواية تأثير قصص الغرب الأمريكي، مثل تلك التي كتبها زين غري، حيث تدور الأحداث في ولاية يوتا في أواخر القرن التاسع عشر.

## الترجمة العربية
- دراسة في اللون القرمزي، دار الأجيال للنشر.[7]
- دراسَة في اللَّونِ القرْمزي، ترجمة: دعاء علياء، دار كلمات للنشر.
- دراسة في القرمزي، الرواق للنشر والتوزيع، ترجمة ميسره الدندراوي. وهي أول ترجمة كاملة للرواية، 183 صفحة.[8]
- جريمة غريبة (مغامرات شرلوك هولمز)، متجر الجزائر تقرأ، ترجمة حبيب حضري خوصة. ترجمة كاملة، 223 صفحة.[8]
- دراسة في اللون القرمزي، إبداع للترجمة والنشر والتوزيع، ترجمة: عنود عابد، ٢٠٢٢.
- تمت ترجمة الرواية في مصر ضمن سلسلة روايات الجيب ونشرتها دار الهلال. - الجزء الأول The Reminiscences of Watson تحت عنوان «قتيل شارع بركستون». - والجزء الثاني The Country of the Saints بعنوان «الخيط الدموي».

- دراسة في اللون القرمزي، عصير الكتب للنشر والتوزيع، ترجمة: مي أشرف، ٢٠٢١.